# Alma de hierro
Alma de hierro é uma telenovela produzida por Roberto Gómez Fernández e Giselle González para a Televisa e exibida pelo Canal de las Estrellas entre 25 de fevereiro de 2008 a 28 de agosto de 2009 substituindo Pasión e sendo substituída por Los exitosos Pérez. 
A telenovela é um remake da trama argentina Son de Fierro, produzida em 2007.
A trama foi protagonizada por Alejandro Camacho e Blanca Guerra, co-protagonizada por Angelique Boyer, Jorge Poza, Zuria Vega e Eddy Vilard e antagonizada por Adamari López e Juan Verduzco.

## Sinopse
A protagonista desta telenovela cheia de anedotas e contada com tom de comédia, é a família Hierro. José Antonio Hierro, homem bom e simpático mas excessivamente zeloso, a quem incluindo sua esposa o chama por seu sobrenome, se casou à 25 anos com Elena Jiménez e hoje tem três filhos: Sebastián, Sandy e Wicho. Vivem decorosamente graças ao negócio que Hierro construiu com seu trabalho: uma lanchonete na frente da casa, onde além de Hierro e sua família, reside Mimicha e Paty, mãe e irmã de Elena, Angelito o irmão de Hierro e Ezequiel quem Elena e Hierro recolheram da rua e cuidam como um filho a mais.
Sebastián perdeu a visão aos dez anos, por isso Elena passou a dar aulas para ajudá-lo a se adaptar a sua nova vida. Hoje ele é licenciado em história e da aulas dessa matéria na escola onde estuda seu irmão Wicho e uma adolescente encantadora e rebelde chamada Renata.
Sandy é o orgulho de seu pai e estuda medicina, mesmo também tendo vocação para o baile e os espetáculos, ela sabe que Hierro jamais permitiria mudar de profissão, mas conta com o apoio de seu avô paterno, com quem Hierro não fala há mais de 30 anos, pois não perdoa seu pai que aos 40 anos assume ser gay, clareando a situação ante sua família e ante a sociedade, o qual aos olhos de Hierro, foi o que causou a doença e morte de sua mãe.
Wicho é um jovem imaturo, rebelde e divertido que não sabe o que quer, e sente que é alguém esquecido na família.
Tanto Sebastián como Wicho se apaixonam pela mesma jovem: Renata Higareda, a adolescente rebelde, que resulta é filha de Saúl Higareda, o homem com que Elena iria se casar antes de conhecer Hierro. Saúl, mesmo anos depois se casando com outra, jamais pode esquecer dela. Hoje regressou ao México, divorciado e com um posto importante na Educação Nacional e chamado Elena para trabalhar ao seu lado pois está decidido a recuperar seu amor, sem importar o que tenha que fazer para isso. Inclusive, terá que enfrentar o fato de que Wicho, se apaixonou como tonto por sua filha Renata, no entanto ela se apaixonou, e muito sinceramente, de Sebastián, o outro filho de Elena.
Mimicha, sendo da família unca se resignou pelo fato de sua filha Elena se ter se casado com “um salsicheiro”, e apoia e o cercamento entre Saúl e Elena. Mas quando está situação se dificulta, decide que sua outra filha Paty seja quem lute para conquistar ao funcionário público que deseja como genro. Isto complica as cosias e provoca grande dor em Angelito, quem se apaixonou por Paty, a quem vê como sua alma gêmea já que nenhum dos dois trabalharam nunca e gosta de viver as custas dos outros. Paty, com seus encantos femininos e Angelito sendo particularmente hábil para tramas, é o enredo e o engano que rende ganâncias imediatas.
Muito prontamente o mundo de Saúl ficou de cabeça para baixo com a intromissão na sua vida dos três filhos de Elena, e também os problemas que lhe ocasionará Hierro ao defender seu casamento, porque os Hierro sabem muito bem defender o que amam.
O problema para os outros jovens Hierro, é que enfrentam seu mesma sangue. Hierro contra Hierro pelo amor de Renata, forma um divertido triângulo que Rita, a ajudante de Sebastián tenta romper, para conseguir o amor do professor Sebastián, a quem adora de maneira obsessiva.
A sorte dos triângulos amorosos dos jovens e dos adultos vai dando giros inesperados segundo as reações e intervenções de cada um dos Hierro, para terminar em um desenlace que deixará importantes aprendizagens a cada membro desta família que em verdade tem uma alma de Hierro.
De surpresa se agrega a história a morte de Sebastian Hierro, logo após ele ter proposto casamento a Renata, Rita que não é ingênua ao atacar o motorista do carro onde o casal viajava e deixá-lo inconsciente. Sebastian e Renata entram no limousine sem se dar conta que o motorista é Rita, Renata diz Sebastian que se sente tonta, ela desmaia e Sebastian se altera e começa a gritar, ele depois também desmaia.
Renata desperta desesperada e confusa, sem saber onde está, no entanto, Sebastián também está desesperado por não saber dela, nesse ouve a voz de Rita. Depois ela diz a Sebastián que por fim vão estar juntos, mesmo ele a recusando várias vezes se da conta de que é inútil, Rita ameaça matar Sebastián si não fizer amor com ela. Rita amarra Sebastián e pelas recordações dele com Renata ela se enfurece, provocando que ela saia do control e leve Sebastián até a margem de um rio para logo jogá-lo. Arrependida, Rita tenta salvar Sebastián, mas não pode desamará-lo, em seu desespero Rita perde o ar e se vê obrigada a sair de lá e deixar Sebastián dentro da água.
Sebastián está paranoico pelo dano que Rita lhe causou e pede ajuda a Renata para poder escapar. Rita os encontra e ameaça Renata com um punhal, o qual é cravado acidentalmente em Sebastian. Sebastian esta decidido a se casar com Renata antes de morrer, logo após o dano causado por Rita. De pronto, Renata e Sebastián se beijam, selando assim seu casamento. Com isso, Sebastián cai no meio dos olhares incrédulos e surpresos dos convidados, e finalmente morre.
Rita é transferida a uma clínica psiquiátrica. Estando ali, Rita, com o punhal nas mãos, diz que ama Sebastián e que seu futuro é estar com ele. Dirige o punhal até seus olhos, provocando que cortes. Renata vai visitar Rita e conta que está grávida de Sebastián, se dando conta assim, de que Rita já não enxerga. Hierro vai buscar Rita no hospital, quando chega em seu quarto a encontra com os pés pendurados, Rita se enforcou.

## Elenco
- Alejandro Camacho - José Antonio Hierro Ramírez
- Blanca Guerra - Elena Jiménez de la Corcuera Hierro
- Angelique Boyer - Sandra "Sandy" Hierro Jiménez
- Jorge Poza - Sebastián Hierro Jiménez
- Zuria Vega - Renata Higareda Fontana
- Adamari López - Rita Anguiano Carbajal
- Alberto Estrella - Ángel "Angelito" Hierro Ramírez
- Martha Julia - Patricia "Paty" Jiménez de la Corcuera
- Rafael Inclán - Ignacio Hierro Gonzalez
- Adrián Uribe - Ezequiel Hierro Jiménez
- Alejandra Barros - Mariana Camargo
- Luz María Aguillar - Matilde "Mimicha" de la Corcuera Vda. de Jiménez
- Lisardo Guarinos - Diego Galindo
- Eddy Vilard - Luis "Wicho" Hierro Jiménez
- Juan Verduzco - Saúl Higareda
- Juan Carlos Colombo Rafael "Rafa"
- Moisés Suárez - Director Gregorio Ortega
- Gabriela Carillo - Karina López Velasco
- Fuzz - Lorena Higareda
- Flavio Medina - Amadeo López Velasco
- Miguel Rodarte - Ari Villegas
- Marcia Coutiño - Maribel
- Isabel Benet - Ana
- Darío Ripoll - Monchi
- Manzana - María José "Majo" Ibarrola Camargo
- Tiare Scanda - Juliana Díaz
- Lorena Velazquez - Victoria
- Isabel Madow - Arabella Gómez
- Teo Tapia - Quintero
- Luis Gatica - Abraham Elizondo
- Mark Tacher - Gael Ferrer
- Jéssica Mas - 'Florencia Velarde
- Karla Cossío - Cynthia
- Patricio Castillo - Claudio
- Marco Uriel - Fernando Arreola
- Mario Produm - Javier Carbajal
- Maru Dueñas - Sonia
- Delia Casanova - Madre Perputua
- Macaria - Ángela de Camargo
- Odiseo Bichir - Osvaldo Ibarrola
- Gretell Valdez - Melissa
- Sherlyn Zuckmermann - Danna
- Alex Peniche - El Pajaro
- Agustín Arana - Gibrán
- David Ostrosky - Alonso Ferrer
- Gustavo Rojo - Pierre
- Manuel Ojeda - Alfredo Camargo
- Sergio Corona - Bernardo
- Liza Willert - Cidronia
- Mariana Ávila - Jéssica
- Juan Carlos Serrán - Rodolfo Molina
- Juan Ignacio Aranda - Simón
- Jana Raluy - Dra. Lizzáraga
- Nuria Bages - Mamá de Rita
- Danny Perea - Carla
- Dorismar - Romina
- Rafael Amador - Dr Herredia
- David del Real - Paparazzo

## Exibição
Foi reprisada pelo TLNovelas de 5 de agosto a 20 de dezembro de 2019, substituindo El derecho de nacer e sendo substituída por Bajo un mismo rostro.